# Lila (hinduísmo)
Lila (em sânscrito:  लीला, IAST līlā), ou Leela é um conceito originado na tradição do Hinduísmo que pode significar literalmente "passado", "esporte" ou "jogo". É um termo comum as tradições dualistas e não dualistas da filosofia Hindu. Dentro do não-dualismo, Lila é uma maneira de descrever o cosmos como uma forma de jogo criativo do absoluto divino. Na escola dualística do Vaishnavism, Lila se refere as atividades do Deus e de seus seguidores, como diferentes daquelas comuns, o karma.

## Implicações
Os hindus tem diferentes denominações para definir como um ser humano deve reagir a consciência de Lila. Karma Yoga sugere um abraço alegre em todos os aspectos da vida, uma "aceitação intencional", mantendo distinção do Supremo; Bhakti Yoga e Jnana Yoga defendem a união com o Supremo. Lila é uma ideia importante no culto tradicional de Krishna (como um brincalhão) e Shiva (como dançarino) e tem sido usado por escritores modernos como Stephen Nachmanovitch, Fritjof Capra, Alan Watts e Robert M. Pirsig. Lila pode ser comparável ao pandeismo da teologia ocidental, que descreve a formação do Universo através de um Deus tomando uma forma física, a fim de experimentar a interação entre os elementos do universo.